# Der neunte Tag
Der neunte Tag ist ein deutsches Filmdrama aus dem Jahr 2004. Der von Volker Schlöndorff inszenierte Film erzählt die Geschichte regimekritischer Geistlicher und die Verfolgung durch Nationalsozialisten.
In den Hauptrollen sind Ulrich Matthes als Priester und August Diehl als SS-Mann zu sehen. Im Ausland gelaufen als: Devátý den (tschechisch), Le Neuvième jour (französisch), The Ninth Day (englisch).

## Handlung
Der Film handelt von einem luxemburgischen, katholischen Priester Abbé Henri Kremer, der in dem nationalsozialistischen Konzentrationslager Dachau in Bayern inhaftiert ist. Grundlage ist die autobiographische Erzählung „Pfarrerblock 25487“ von Jean Bernard über seinen Aufenthalt als Häftling im Pfarrerblock des KZ Dachau. Kremer wird für neun Tage aus dem KZ Dachau entlassen, um seinen Vorgesetzten, den Bischof von Luxemburg, Joseph Laurent Philippe, dazu zu bewegen, mit der deutschen Besatzungsmacht zu kooperieren. Für den Fall seiner Flucht droht man ihm mit der Ermordung aller seiner Priesterkollegen im Pfarrerblock des Lagers. Kremer, der sich selbst schwerste Vorwürfe macht, weil er einen winzigen Wasservorrat nicht mit einem kranken Mithäftling teilte und dieser schließlich den Tod im Lagerzaun suchte, wird von Untersturmführer Gebhardt täglich bedrängt, seinen Auftrag auszuführen. Gebhardt selbst war angehender katholischer Priester, der kurz vor seiner Weihe in die SS eintrat. Er ist zerrissen zwischen seiner bedingungslosen Treue zur Ideologie der Nationalsozialisten und den Erlebnissen, die er bei einem Aufenthalt in einem KZ in Osteuropa machte. Kremer kehrt am neunten Tag in das Lager zurück, ohne zu dem „Judas“ geworden zu sein, den Gebhardt aus ihm machen wollte.

## Kritik
film-dienst 23/2004: Fiktives Drama auf der Grundlage eines authentischen KZ-Tagebuchs, das als optisch wie akustisch bedrängend inszeniertes, in den Hauptrollen eindrucksvoll gespieltes Kammerspiel von der Einsamkeit einer existenziellen Entscheidung handelt und mit der Thematisierung von Schuld und Vergebung oft übersehene Dimensionen des Genozids aufgreift.

## Auszeichnungen
Biberacher Filmfestspiele 2004:
- Großer Preis: Volker Schlöndorff

Camerimage – XII International Film Festival of the Art of Cinematography 2004 (Lódź, Polen):
- Nominierung für den Golden Frog für die beste Kameraführung: Tomas Erhart

Deutscher Filmpreis 2005:
- Filmpreis in der Kategorie Bestes Szenenbild: Ari Hantke
- Nominierung für

Beste Regie: Volker Schlöndorff
Bester Schnitt: Peter R. Adam
Beste männliche Hauptrolle: Ulrich Matthes
Beste männliche Hauptrolle: August Diehl
Bestes Drehbuch: Eberhard Görner und Andreas Pflüger
Beste Tongestaltung: Hubert Bartholomae und Gunnar Voigt
Bester Spielfilm: Jürgen Haase
Fajr International Film Festival 2005:
- Crystal Simorgh für den besten Film im internationalen Wettbewerb: Volker Schlöndorff

Deutscher Kamerapreis 2005:
- Nominierung in der Kategorie Kinospielfilm: Tomas Erhart

Die Deutsche Film- und Medienbewertung FBW in Wiesbaden verlieh dem Film das Prädikat besonders wertvoll.